# گوی‌ژوو
گوی‌ژوو یکی از استان‌های کشور چین است.
این استان در جنوب این کشور قرار گرفته است.
مرکز این استان شهر گوئیانگ است.
جمعیت آن بالغ بر ۳۹ میلیون نفر است.
مساحت این استان برابر ۱۷۶،۱۰۰ کیلومتر مربع است .

## پیوندها
- وب گاه دولتی گوی‌ژوو